# Michelangelo Buonarroti
Michelangelo Buonarroti (n. 6 martie 1475, Caprese Michelangelo, Republica Florentină – d. 18 februarie 1564, Roma, Statele Papale) a fost, alături de Leonardo da Vinci, cel mai important artist în perioada de vârf a Renașterii Italiene. Geniul său universal este deopotrivă oglindit de pictură, desen, sculptură și arhitectură. A scris și poezii, în special în genul sonetului și madrigalului.

## Biografie
Michelangelo di Lodovico Buonarroti Simoni a fost al doilea din cei cinci fii ai lui Lodovico di Buonarroti Simoni și ai Francescăi di Neri del Miniato Siena. După întoarcerea la Florența, de unde provenea familia lor, Michelangelo este lăsat în grija unei doici. Aceasta fiind fiică și soție de pietrar, i-a insuflat micului Michelangelo dragostea pentru marmură. Această pasiune timpurie îl determină să părăsească școala, deși părinții lui ar fi dorit ca el să studieze gramatica și să se consacre studiilor umaniste. Datorită prietenului său, pictorul Francesco Granacci, Michelangelo descoperă pictura și, în 1488 este dat la ucenicie în cel mai vestit atelier de pictură din Florența aparținând lui Domenico Ghirlandaio. În acea perioadă, acesta, împreună cu fratele său David, executa frescele din biserica Santa Maria Novella. Totuși, dorința de a lucra în marmură nu-l părăsește; are paisprezece ani când începe să studieze sculptura pe lângă Bertoldo di Giovanni, un elev al lui Donatello, pe baza statuilor antice aflate în grădina lui Lorenzo de Medici, supranumit Il Magnifico, conducătorul politic al Florenței. În palatul acestui bogat mecena, protector al artelor, are posibilitatea de a cunoaște pe artiștii care veneau la curte, devenită un centru important de cultură umanistă. Printre aceștia sa afla și poetul Angelo Poliziano, cu care Michelangelo poartă discuții despre Homer, Virgiliu, despre Dante și Petrarca.
Michelangelo va locui la familia Medicilor între anii 1489-1492. În această perioadă realizează Lupta centaurilor și Madona della Scala. După moartea lui Lorenzo Magnificul, părăsește palatul și se întoarce la casa părintească. Florența traversează în acea vreme o perioadă tulbure, Michelangelo pleacă pentru un an la Veneția, după ce s-a oprit pentru un timp în Bologna, unde are ocazia să admire operele lui Jacopo della Quercia și realizeaza trei sculpturi pentru catedrala San Petronio. Se întoarce la Florența în 1495, o dată cu restabilirea păcii, și - în timp ce Savonarola condamna în predicile sale luxul și imoralitatea - Michelangelo realizeaza sculptura „Il bambino”. În anul 1496, se duce pentru prima dată la Roma, unde primește câteva comenzi de sculptură din partea cardinalului Riario și a bancherului Jacopo Galli printre care si Bachus beat. Sculptează pentru bazilica Sfântul Petru celebra Pietà, a cărei frumusețe îi va face pe contemporanii artistului să-i recunoască geniul. În anul 1501, revenind la Florența, realizează statuia lui David, precum și alte opere de sculptură și pictură, printre care Tondo Doni și Tondo Pitti, care trezesc admirația concetățenilor săi.
În anul 1505 papa Iuliu al II1

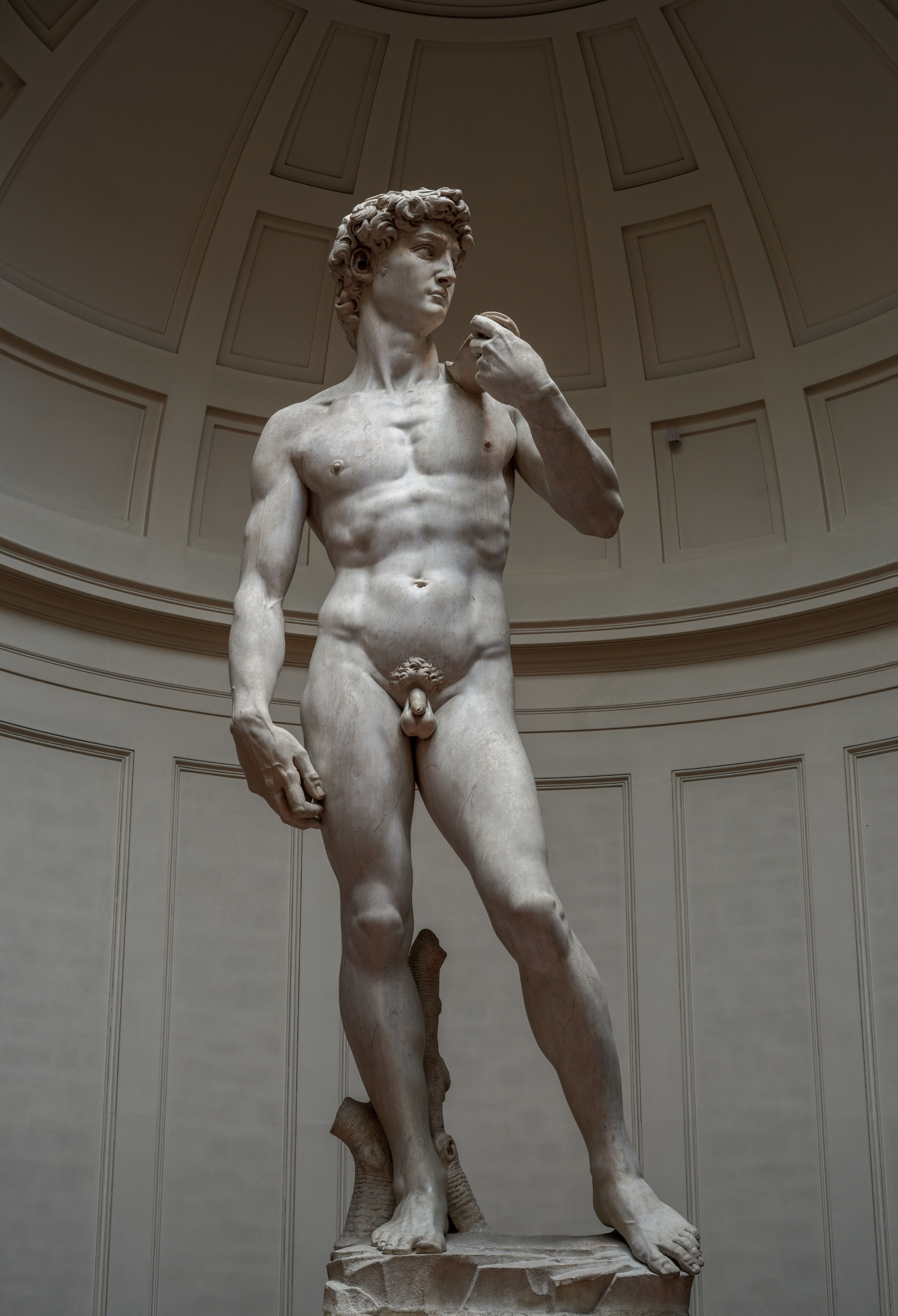
Statuia lui David - Museo dell'Accademia - Florența

-lea l-a chemat la Roma, dându-i comanda realizării unui monumental mausoleu, în care arhitectura să se îmbine, după maniera clasică, cu sculptura. Stă opt luni la Carrara pentru a alege cele mai bune blocuri de marmură. La acest proiect va lucra, cu întreruperi, timp de patru decenii, desăvârșindu-l abia în anul 1545. Tot papa Iuliu al II-lea l-a însărcinat în 1508 cu pictura boltei Capelei Sixtine din Palatul Vatican, proiect gigantic la care Michelangelo va lucra timp de patru ani.
În anii următori Michelangelo s-a dedicat realizării decorațiilor pentru fațada bisericii San Lorenzo din Florența, rămase însă în stare de proiect, și construirii unei sacristii cu mormântul ducelui Lorenzo de Urbino. Cunoscut deja sub numele de Il Divino, începe în anul 1521 lucrările la cavoul familiei de Medici. Între timp Florența devine din nou republică, însă va fi curând asediată de detașamentele papale și imperiale. Michelangelo primește funcția de inspector al fortificațiilor. Florența capitulează în anul 1530 și de Medici revin la putere. Papa Clement al VII-lea, care a făcut parte din această familie, îi trece artistului cu vederea participarea activă la apărarea orașului asediat. Michelangelo revine la lucrările desfășurate în biserica San Lorenzo și la finisarea cavourilor familiei de Medici, lucrări care îl vor absorbi vreme de câțiva ani.

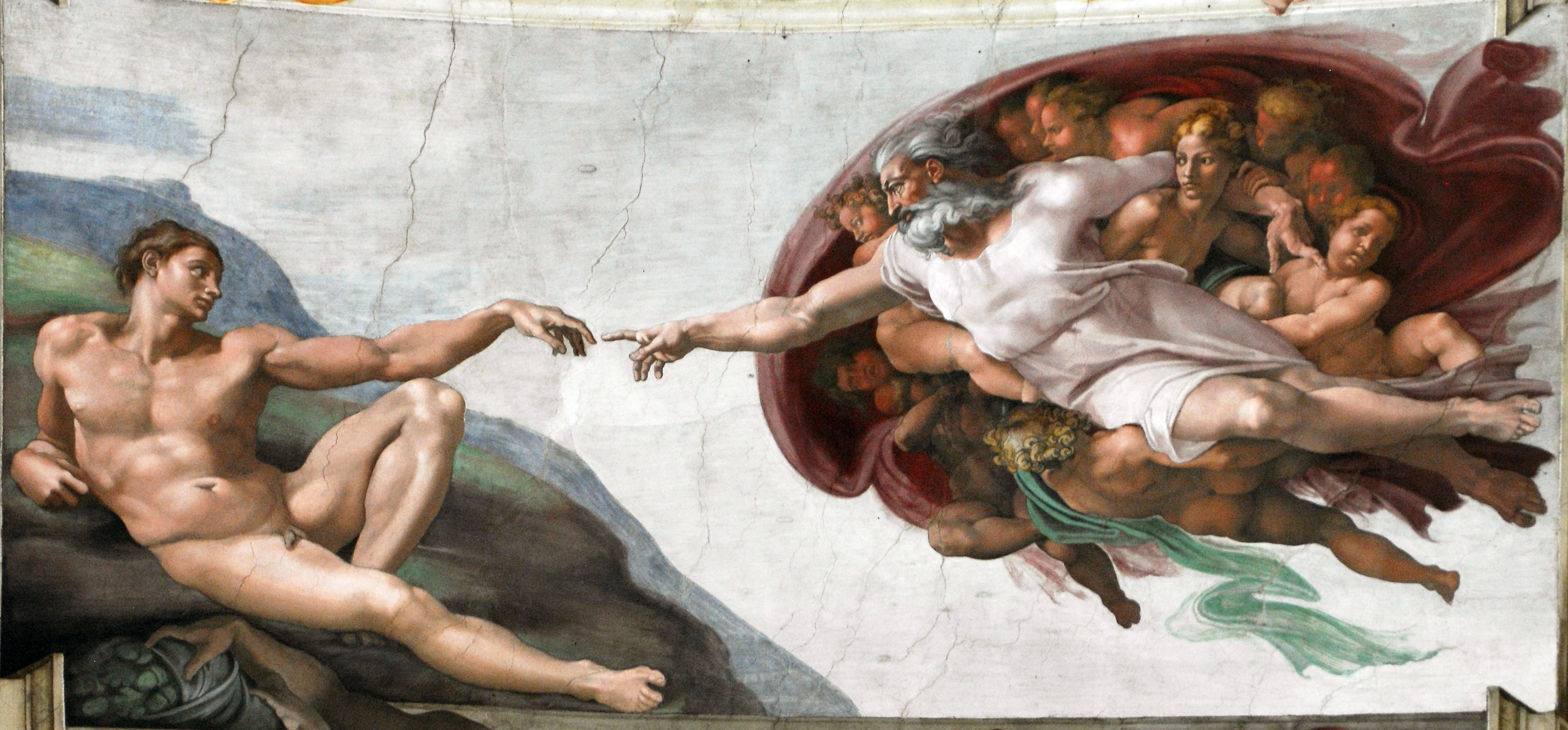
Michelangelo - Facerea lui Adam - Capela Sixtină, Vatican

În anul 1534 papa Clement al VII-lea l-a adus din nou la Roma, unde Michelangelo va rămâne până la sfârșitul vieții. Papa îl însărcinează cu pictarea peretelui altarului din Capela Sixtină cu tema Judecății de Apoi. Când, la 31 octombrie 1541, Papa Paul al II-lea, urmașul papei Clement, a dezvelit pictura, toți cei prezenți au rămas uimiți în fața tabloului apocaliptic cu peste trei sute de personaje, dominat de figura lui Isus-Judecătorul Suprem. Nu au lipsit nici vocile de dezaprobare a celor care au fost revoltați de goliciunea personajelor, considerând opera ca pe o blasfemie.
În anul 1549 a fost numit de papă „arhitect-șef și constructor al bazilivaca l Petru”, pentru a continua construirea catedralei, începută de Bramante. Până la sfârșitul vieții se ocupă mai mult de arhitectură: termină construcția palatului Farnese, execută planurile pentru sistematizarea pieții Capitoliului și pentru cupola Bazilicii Sfântul Petru.
Ultimele sale sculpturi tratează din nou tema Pietà (pentru Domul din Florența și altele). Michelangelo Buonarroti moare la Roma la 18 februarie 1564, la vârsta de 88 de ani. Conform dorinței artistului, corpul său va fi dus la Florența, unde va fi depus într-o criptă a bisericii Santa Croce.

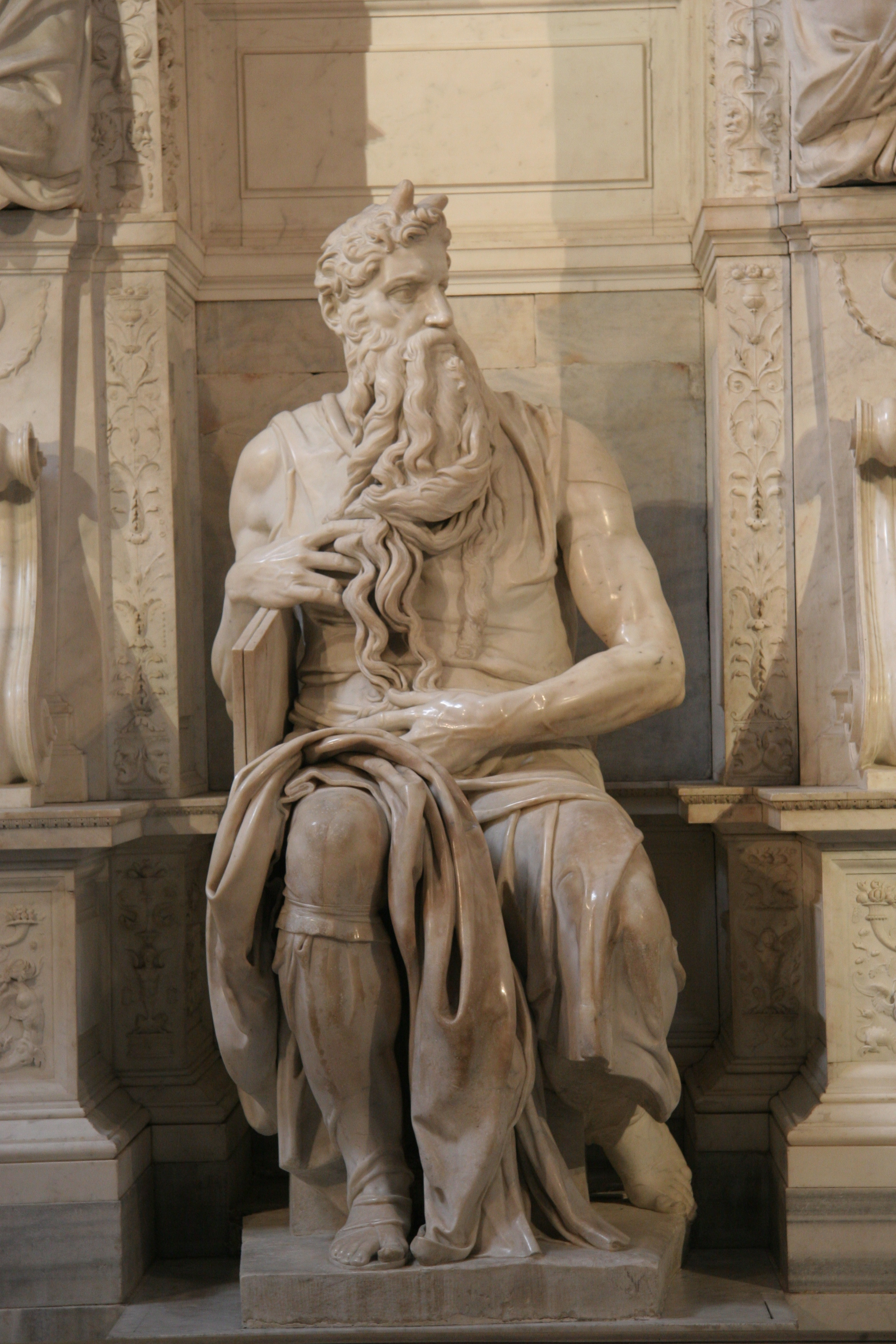
Moise, Biserica San Pietro in Vincoli, Roma

## Sculptura
Sculptura a reprezentat totdeauna marea pasiune a lui Michelangelo. În anul 1504, grație grupurilor statuare Pietà și David, dobândise deja renumele de sculptor atât la Roma cât și la Florența.

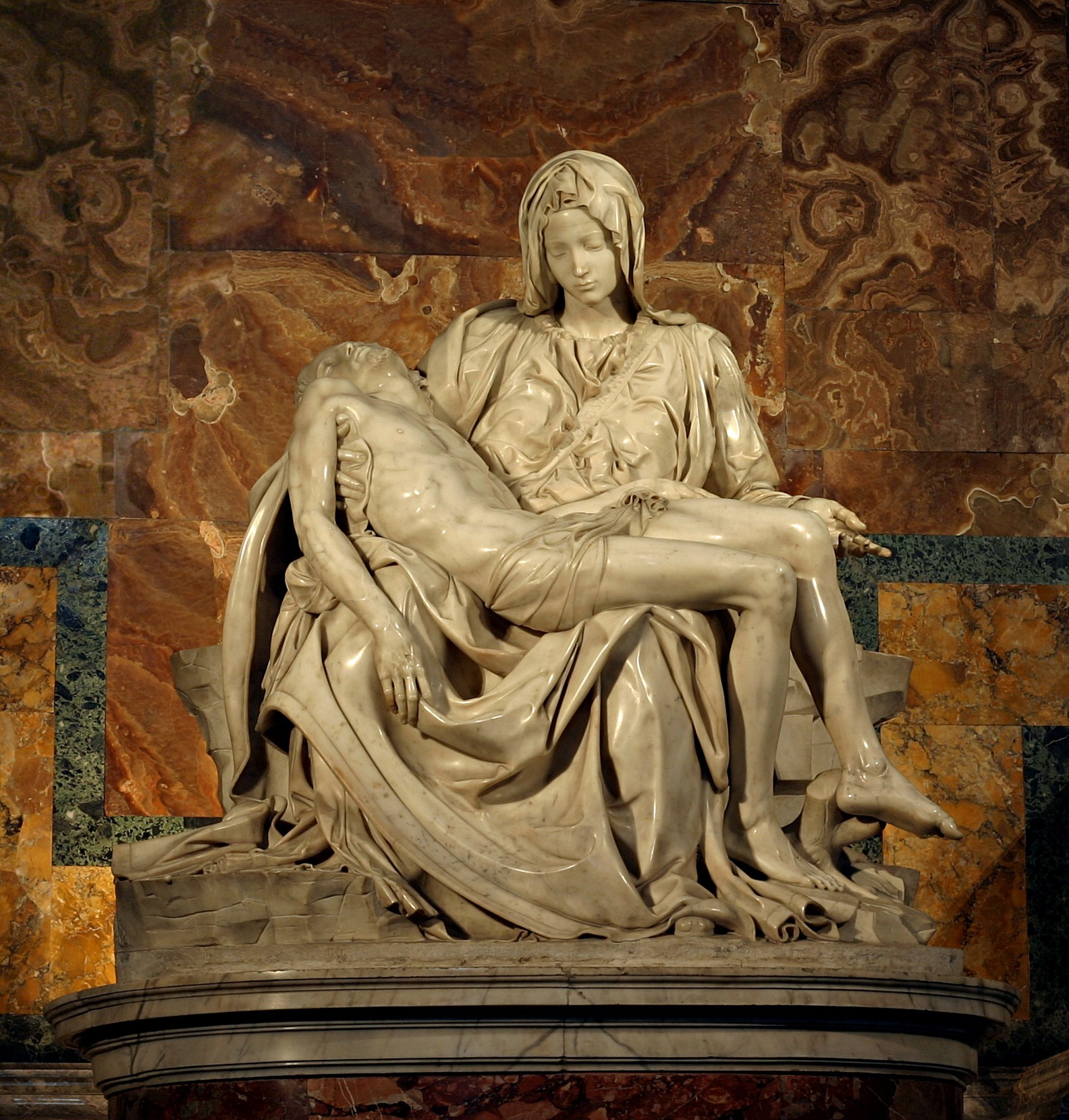
Pietà, 1499
Bazilica San Pietro

Pietà (1499), realizată de Michelangelo la vârsta de 24 de ani, se îndepărtează cu mult de modul tradițional de prezentare a Fecioarei Maria, care apare foarte tânără, cu trăsături imaculate. Suferința ei înobilează dragostea și frumusețea, cufundată în durere, stă cu capul ușor aplecat, ținând tragic în brațe trupul inert al fiului, care pare să curgă ca o undă de pe genunchii ei. Sculptura s-a dovedit a fi o capodoperă a genului și contemporanii au recunoscut imediat geniul artistului.
Statuia lui David (1501-1504) a fost realizată din însărcinarea consiliului municipal al Florenței. David apare ca un personaj plin de energie și forță, chipul minunat finisat și privirea îndreptată către stânga îi conferă un aspect hotărât și brav. Cioplit într-un bloc de marmoră având o înălțime de patru metri, personifică forța și siguranța. A fost nevoie de trei zile pentru a transporta statuia în piața Signoria din centrul Florenței. În anul 1873, pentru a-l proteja de intemperii, originalul va fi mutat în interiorul Muzeului Academiei de Belle-Arte, locul lui din piață fiind ocupat de o copie.
Alte opere sculpturale ale lui Michelangelo sunt Moise (în biserica San Pietro in Vincoli, Roma), Sclav înlănțuit și Sclav murind (prevăzuți pentru mausoleul papei Iuliu al II-lea, în prezent în Muzeul Luvru di Paris), grupul statuar Ziua și Noaptea, Amurgul și Aurora la mormântul lui Giuliano de Medici, Il Pensioroso (Gânditorul) reprezentându-l pe Lorenzo Magnificul, grupul de sclavi (așa zișii Giganți), sculpturi neterminate aflate în Muzeul Academiei din Florența. Ultimele sculpturi cu tema Pietà se deosebesc de cea din tinerețe printr-un dramatism impresionant.

## Pictura
Până a-și câștiga renumele de pictor remarcabil, Michelangelo dobândise deja gloria sa ca sculptor. Una dintre primele sale lucrări de pictură și chiar unul dintre puținele tablouri ale artistului - Michelangelo făcând mai ales pictură murală în tehnica affresco - este La Sacra Famiglia (Sfânta Familie), cunoscută și sub numele de Madonna Doni sau Tondo Doni (Tondo în limba italiană derivă din rotondo, însemnând rotund). Un Tondo este pictat în cerc, pe lemn fixat într-o ramă sculptată. În tabloul lui Michelangelo, membrii Sfintei Familii sunt tratați în manieră sculpturală și se diferențiază în mod clar de celelalte personaje care populează fundalul, unde siluetele sunt realizate mai puțin plastic și culorile sunt estompate. Artistul conferă tabloului trăsături specifice artei antice, revoluționând iconografia respectivei scene religioase tradiționale. Raportarea la antichitate este caracteristică Renașterii, fascinată de vechea cultură greco-romană.

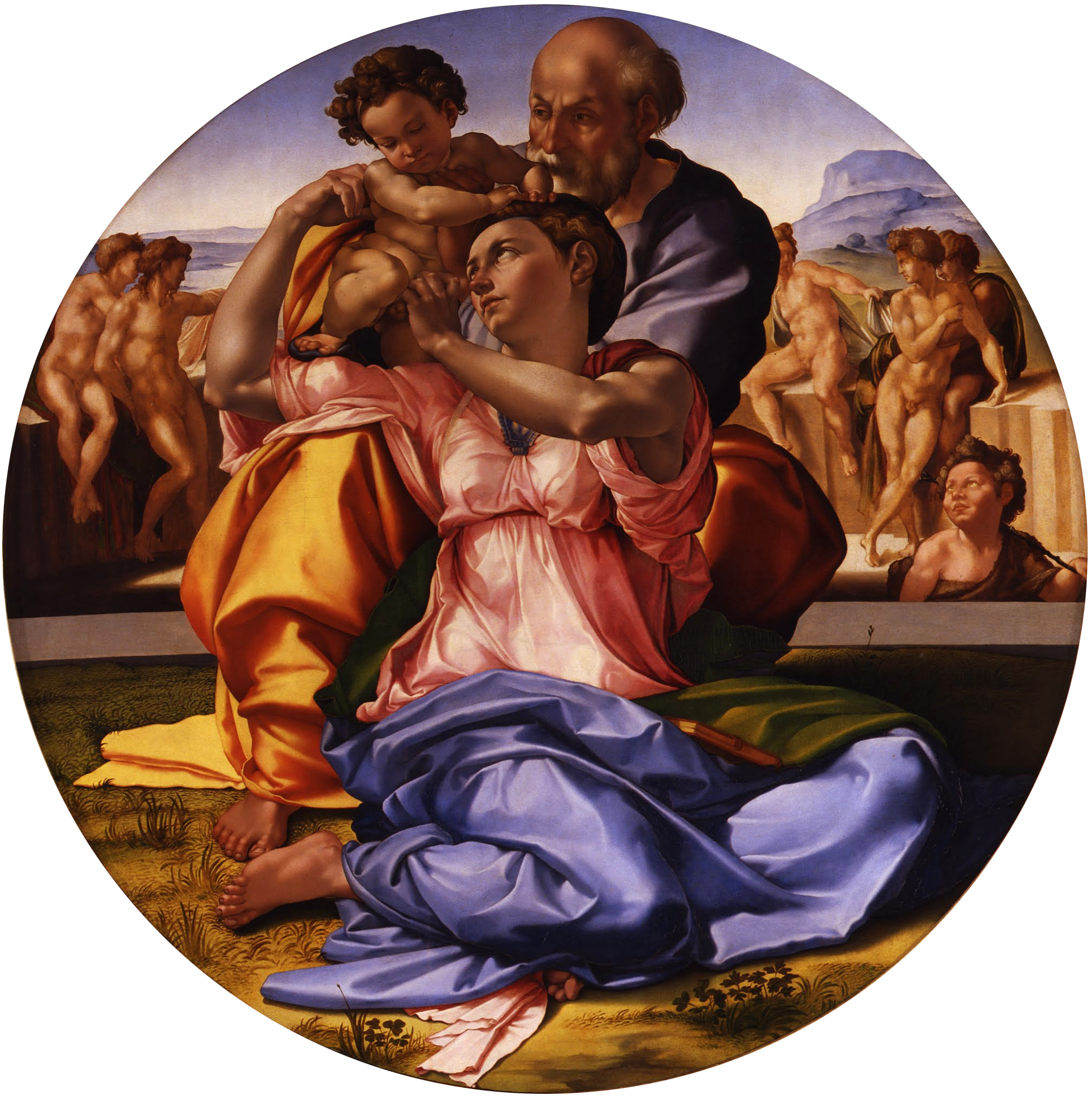
Sfânta Familie ("Tondo Doni", 1504), Galleria degli Uffizi, Florența

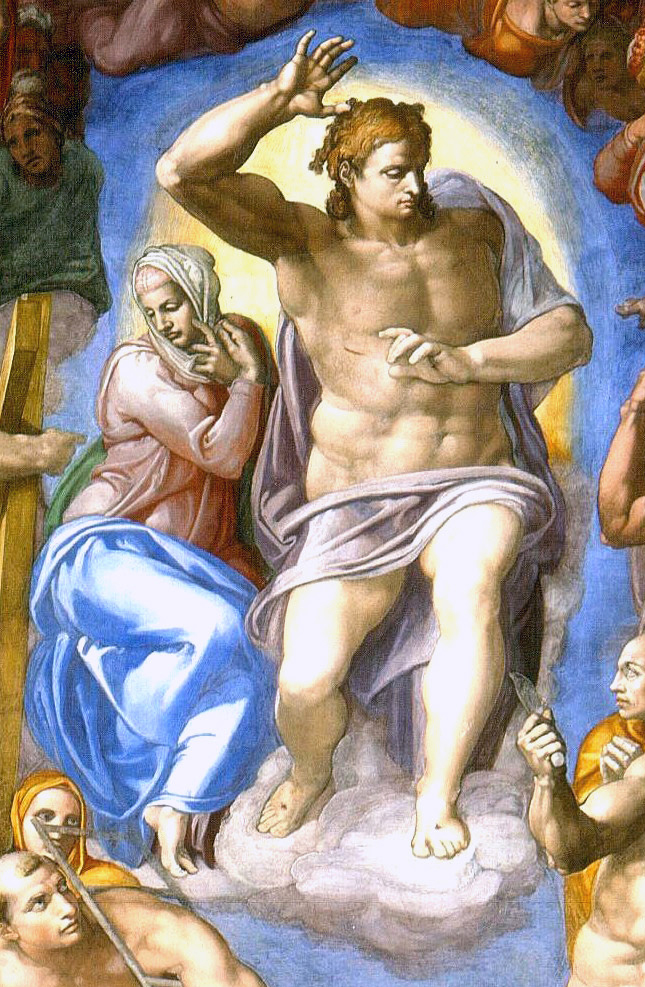
Fresca Judecata de Apoi (detaliu: Sf.Maria și Isus) (Capela Sixtină)

„Poți să citești toate tratatele despre frumusețea sublimă, și tot nu vei înțelege această noțiune. Intră însă în Capela Sixtină și rotește-ți privirea: aici vei descoperi frumusețea în esența ei pură” (E. Castelar y Ripoll, 1872). Michelangelo a lucrat timp de patru ani la zugrăvirea boltei Capelei Sixtine, o suprafață de aproape 500 de metri pătrați, depunând un efort istovitor. Renunță la ajutoarele pe care le adusese de la Florența și în cea mai mare parte lucrează singur. Frescele Capelei Sixtine au fost sfințite cu ocazia sărbătorii Tuturor Sfinților, în anul 1512. Giorgio Vasari povestește: „Aflând că vor fi descoperite frescele, s-a adunat toată suflarea să privească picturile, rămânând cu toții muți de încântare.” Partea centrală, pe axa bolții, cuprinde nouă scene biblice: Dumnezeu desparte lumina de întuneric, Crearea aștrilor, Dumnezeu desparte apele de pământ, Crearea lui Adam, Crearea Evei, Păcatul originar și Izgonirea din rai, Jertfa adusă de Noe lui Dumnezeu, Potopul și Beția lui Noe. De ambele părți ale acestor picturi sunt înfățișate sibile și prooroci. Michelangelo folosește culori strălucitoare care, după renovarea Capelei Sixtine în anul 1990, și-au recăpătat în întregime prospețimea.

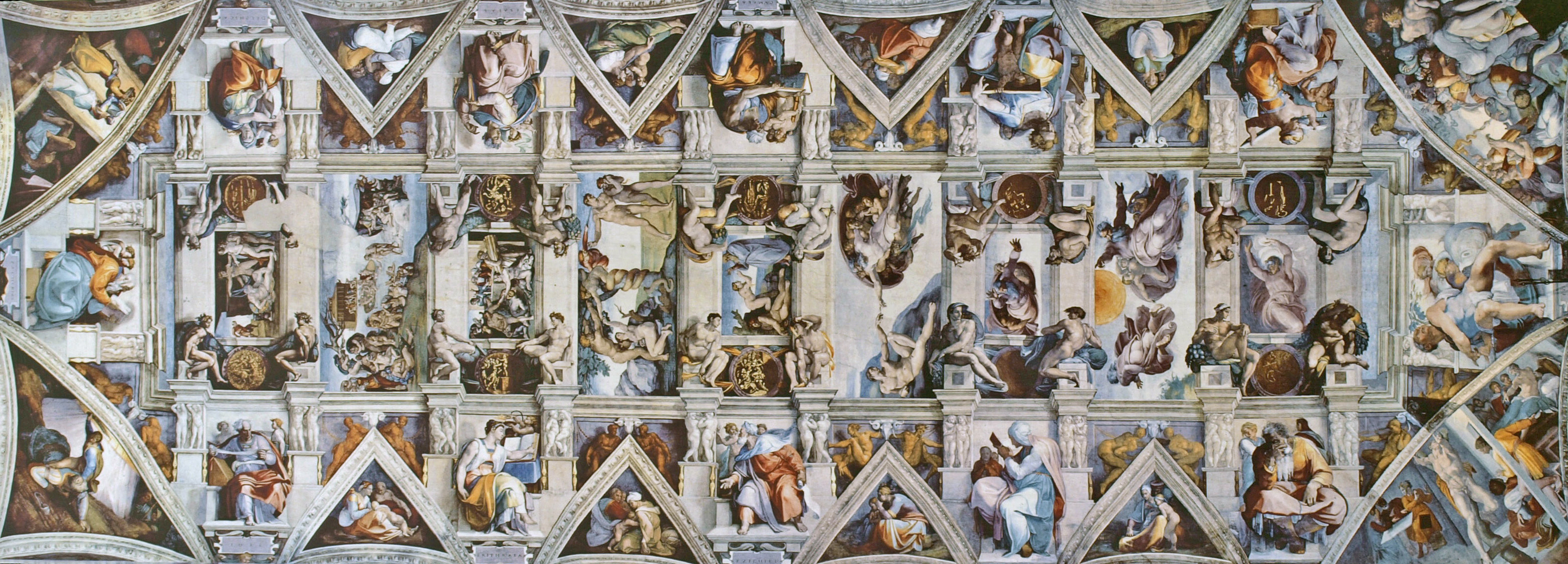
Plafonul Capelei Sixtine

Decorarea pereților altarului din Capela Sixtină - o suprafață măsurând 17 metri în lungime și 13 metri în lățime - reprezintă Judecata de Apoi. Michelangelo realizează primele schițe în anul 1534 și se apucă de pictat în vara anului 1536, pentru a termina fresca în toamna anului 1541. Actul final al istoriei omenirii este înfățișat ca o înspăimântătoare tragedie cosmică, umanitatea apare disperată și îndurerată, cutremurată de perspectiva condamnării veșnice. Vreme de mulți ani, această operă va fi umbrită de prejudecățile puritane ale epocei. În anul 1564, Papa Pius al IV-lea a poruncit să se picteze o draperie menită să acopere goliciunile personajelor. Creația lui Michelangelo a rămas neînțeleasă vreme de două secole și adesea a fost acuzată ca fiind „perversă” sau că „încalcă conveniențele".
Michelangelo avea 75 de ani când afirma: „Pictura, și mai ales fresca, nu este o ocupație pentru cei ce au trecut de o anumită vârstă”. Tocmai terminase de pictat frescele destinate capelei private a papei Paul al III-lea, cunoscută și sub numele de Capela Paulină. Frescele prezintă momente importante din viața apostolilor care au fondat Biserica Catolică: crucificarea Sfântului Petru și convertirea lui Saul.

## Arhitectură

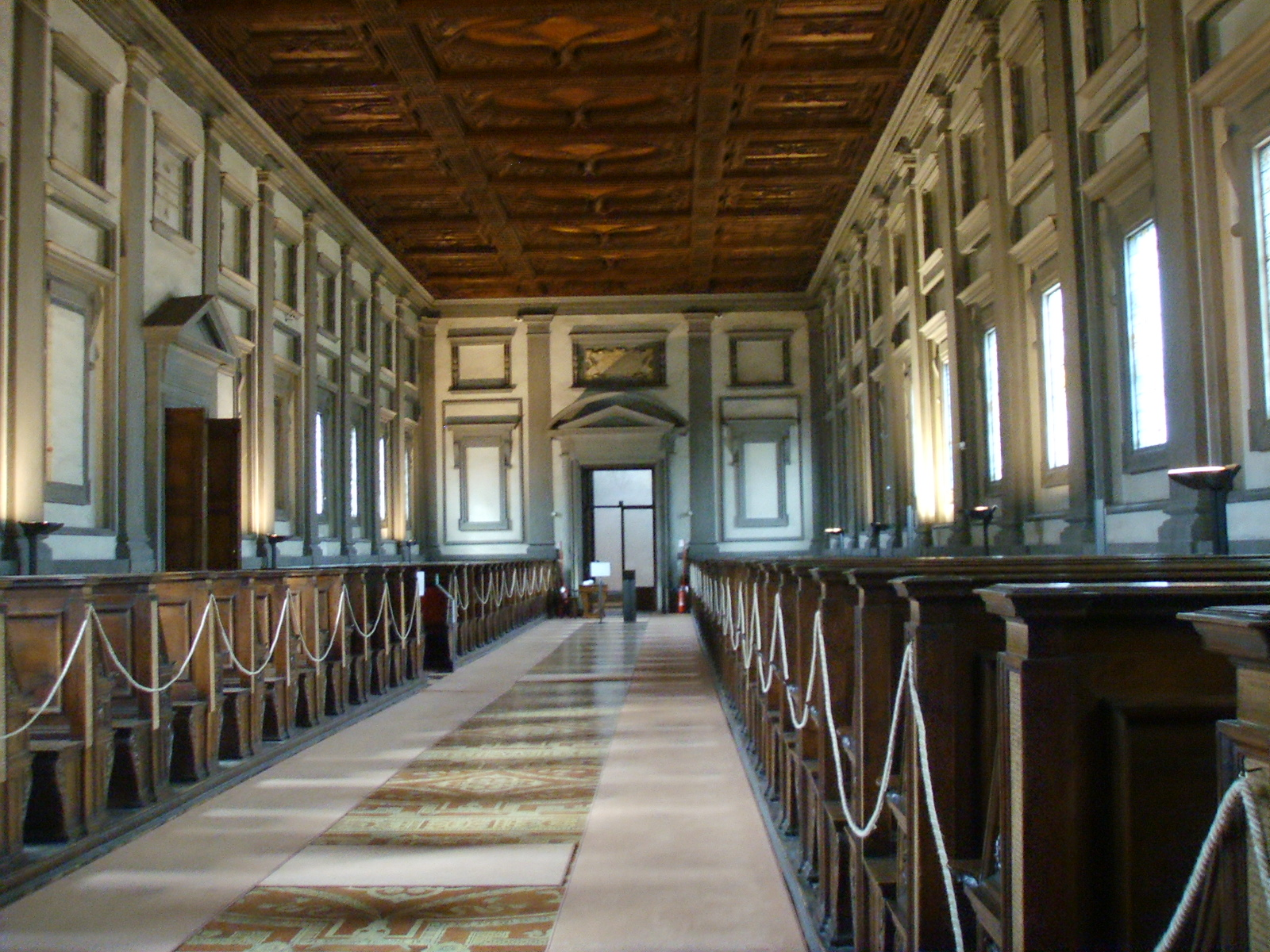
Biblioteca Laurenziana (Florența)

În anul 1535 lui Michelangelo i se acordă titlul de „arhitect, sculptor și pictor de frunte al palatului papal”. Printre operele arhitecturale ale lui Michelangelo se numără: Capela familiei de Medici și Biblioteca Laurentină din Florența, Palatul Farnese, cupola Catedralei Sfântul Petru din Roma, după modelul cupolei Domului din Florența realizată de arhitectul Filippo Brunelleschi și biserica Santa Maria degli Angeli e dei Martiri din Roma, ridicată pe locul uneia dintre sălile aparținând Băilor lui Diocletian.
Michelangelo a făcut primii pași ca arhitect la Florența. Aici, pe lângă alte sarcini despre care s-a vorbt deja, artistul a avut o comandă importantă de la Papa Clement al VII-lea Medici, respectiv proiectarea Bibliotecii lui Lorenzo, tot în complexul San Lorenzo.
S-a ocupat de acest proiect începând cu anul 1524, dar lucrările au rămas neterminate. Datorită utilizării, în interior, a unor elemente de exterior, cum ar fi ferestrele și coloanele, impresia pe care o dădea era aceea a unei curți interioare înconjurate de fațadele a patru palate. O mare importanță o are monumentala scară din centrul intrării, realizată mai apoi de către Bartolomeo Ammannati după un proiect al aceluiași Michelangelo.
Întors definitiv la Roma în 1534, Buonarroti începe și aici să se ocupe intens de arhitectură. Pe lângă continuarea restructurării palatului familiei Papei Farnese, artistul, tot din ordinul lui Paul al III-lea, începe din anul 1538 să sistematizeze piața edificiului Campidoglio. Era vorba despre o adevărată intervenție urbanistică, respectiv planificarea - prima la Roma - unui spațiu public pe baza unui proiect detaliat. Zona care interesa se defășura pe colinele Capitoliului. În secolul al XV-lea, zona era degradată, cu un acces dificil. Michelangelo s-a gândit să o transforme prin crearea unui spațiu care să permită vizualizarea monumentelor arhitectonice existente și să elimine obstacolele care împiedicau accesul facil la zonele de pe coline.
În acest scop, artistul menține cele două edificii deja existente, respectiv Palatul Senatorial și Palatul Conservatorilor, și proiectează un al treilea, Palatul Nou (astăzi sediul Muzeelor Capitoliului), în așa fel încât să închidă piața pe cele trei laturi ale unei potcoave.
Apoi, reface fațadele palatelor și orientează cele două edificii laterale, astfel încât acestea să fie ușor divergente, ca și cum ar fi deschise în formă de foarfecă față de construcția centrală (Palatul Senatorial). Prin intermediul acestui artificiu scengorafic - care anticipează tendințele urbanistice din secolul următor -, spațiul se dilată, iar senzația de asimetrie a unei piețe mai mult lungi decât late se atenuează considerabil. În centrul pieței, pe un piedestal desenat tot de Michelangelo, a fost așezată o prestigioasă statuie antică, monumentul ecvestru al împăratului Marc Aureliu - denumit atunci Constantin -, pe care Paul al III-lea Farnese l-a donat Senatului roman. Din centrul laturii deschise a pieței, Bounarroti construiește o rampă de legătură, monumentală, care facilita urcarea în piață. Artistul însă nu-și vede proiectul realizat, deoarece acesta se finalizează abia la jumătatea secolului al XVI-lea. Pavimentul proiectat de artist, cu motive ornamentale în formă de stea închisă într-un oval, a fost executat doar în anul 1940.

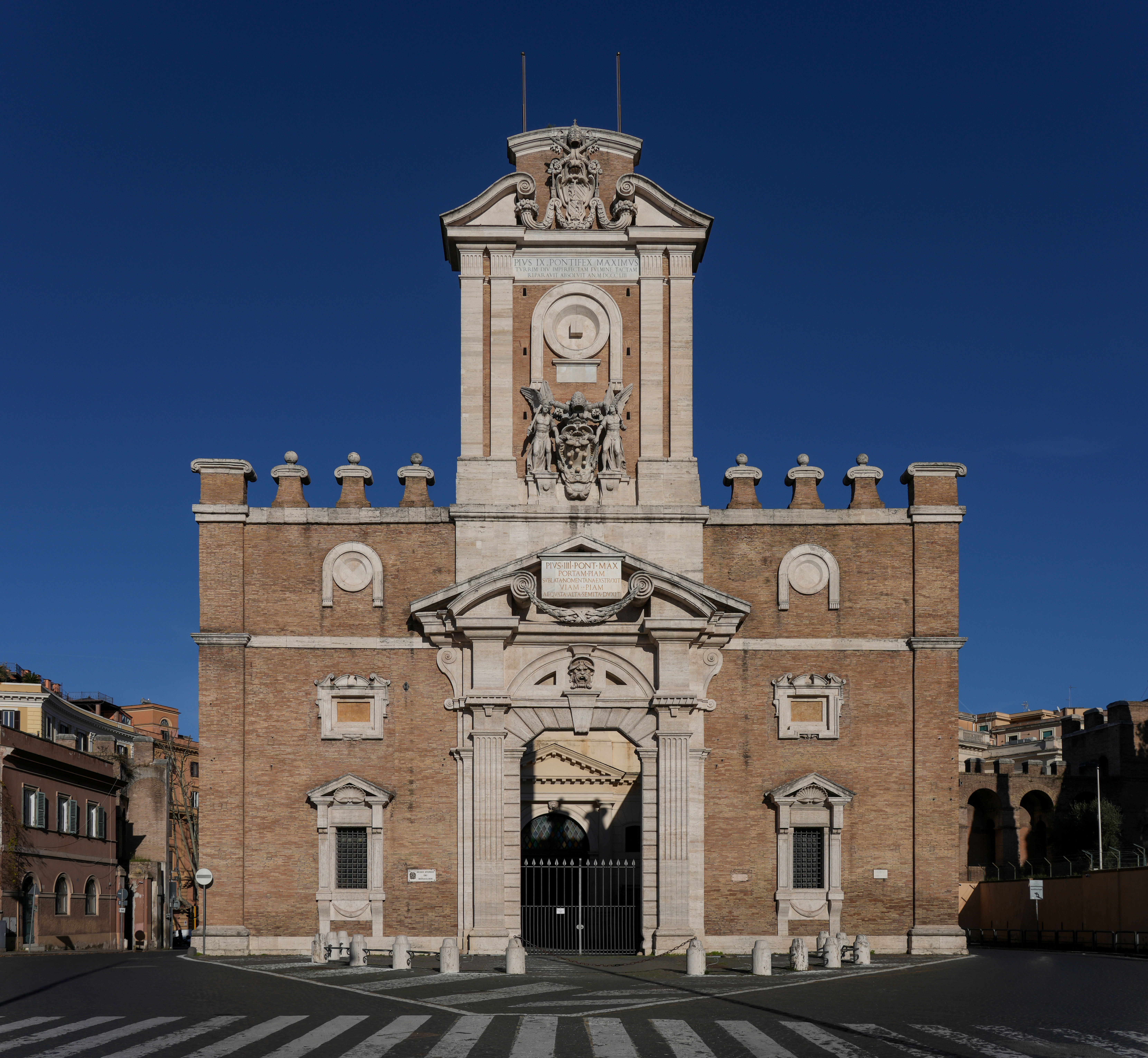
Porta Pia (Roma)

Însă cea mai importantă sarcină a lui Michelangelo la Roma a fost continuarea lucrărilor de restructurare a Catedralei Sfântului Petru (n.t.: instituție înființată pentru a supraveghea construcția catedralei. Și în zilele noastre, Fabrica angajează arhitecți și constructori care studiază cu atenție catedrala și pot remedia orice degradare a edificiului), o funcție de mare responsabilitate, deținută înaintea lui de către Bramante, de Rafael și de Antonio da Sangallo, Michelangelo reia ideea planului central propus de Bramante și o reface într-o formă mai clară și mai simplă. Ca o încoronare a edificiului, proiectează o cupolă maiestuoasă, inspirată de cea a lui Brunelleschi, realizată pentru Domul din FLorența, însă de dimensiuni mult mai impozante.
Buonarroti moare când cupola ajunsese doar până la tambur. Între anii 1588 și 1590, Giacomo della Porta și Domenico Fontana au fost cei care au terminat-o, dându-i o formă mai alungită în comparație cu cea originală. Astăzi, cupola Catedralei Sfântului Petru rămâne elementul care, mai mult decât oricare altul, scoate în evidență proiectul maestrului Michelangelo, proiect modificat mult de către Maderno în secolul al XVI-lea.
În ultimii săi ani de viață, între 1560 și 1564, Buonarroti primește de la Pius al IV-lea sarcina de a proiecta - în capătul Via Pia (astăzi Via „20 settembre”) construită din voința aceluiași papă - o poartă, în scopul celebrării acestuia: Porta Pia. Poarta, la care Michelangelo a utilizat elemente la vedere, reamintind de tradiția de construcție din Roma antică, este terminată după moartea artistului.

## Autoportrete
- Pe pielea ținută de apostolul Bartolomeu în scena “Judecata de Apoi” din Capela Sixtină.

- Ca profetul Ieremia în Capela Sixtină.

- Ca Olofern în Capela Sixtină.

- Ca martor la crucificarea apostolului Petru în Roma, într-un tablou din “Cappella Paolina” din Muzeele Vaticane (personajul cu turban albastru).

- In sculptura “Pietà Bandini”, ca Nicodim.

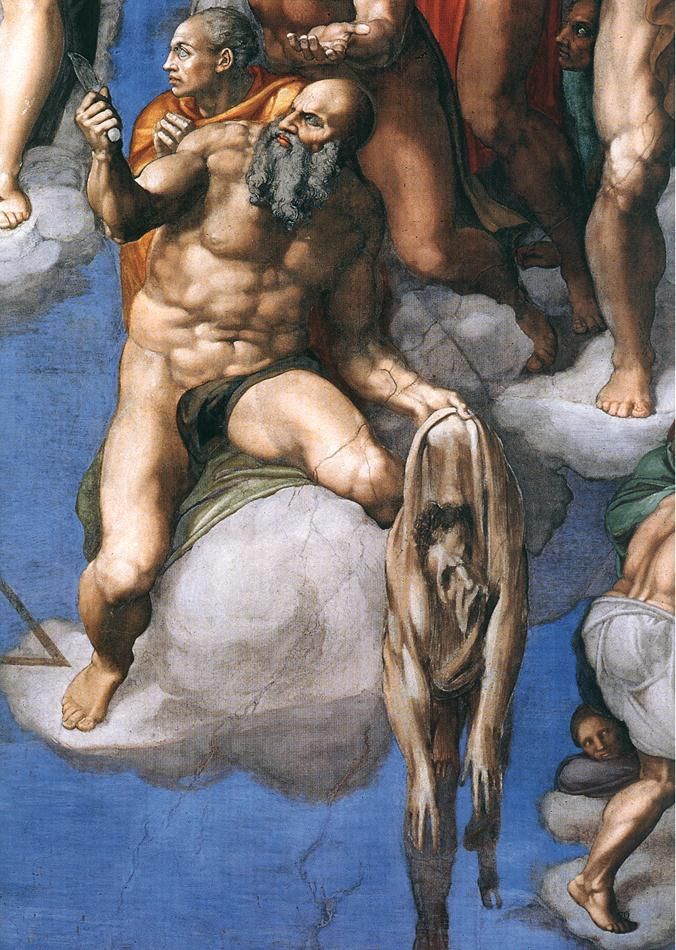
Apostolul Bartolomeu ținând în mână propria sa piele cu autoportretul lui Michelangelo pe fresca "Judecata de Apoi" din Capela Sixtină (Vatican)
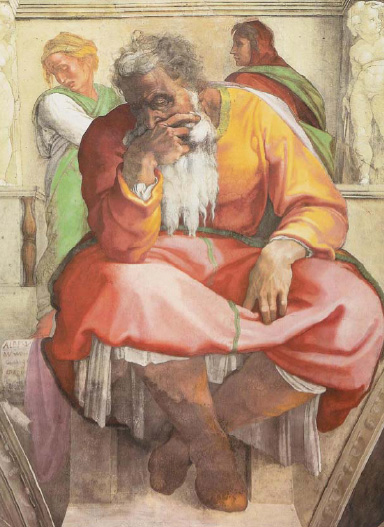
Autoportret ca profetul Ieremia în  Capela Sixtină (Vatican)
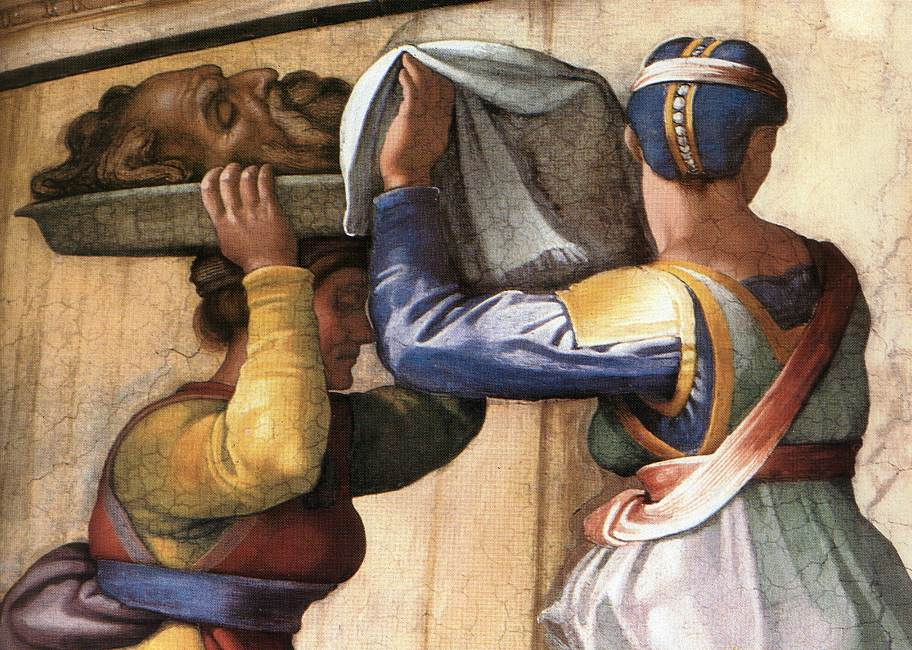
Autoportret ca Olofern, al cărui cap este purtat pe o tavă de Iudita (Capela Sixtină, Vatican)
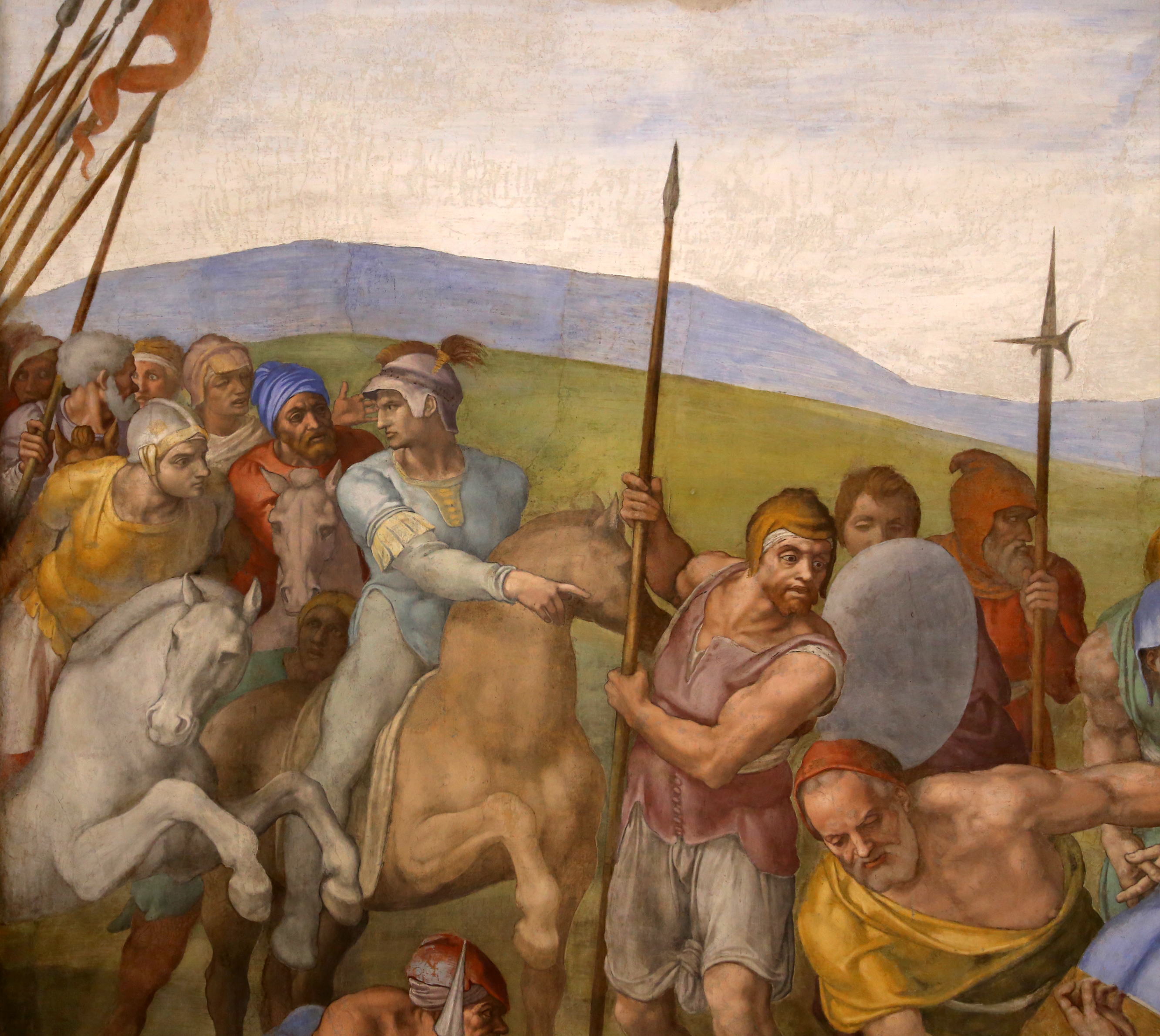
Personajul cu turban albastru din tabloul „Crucificarea apostolului Petru în Roma” din “Cappella Paolina” (Vatican)
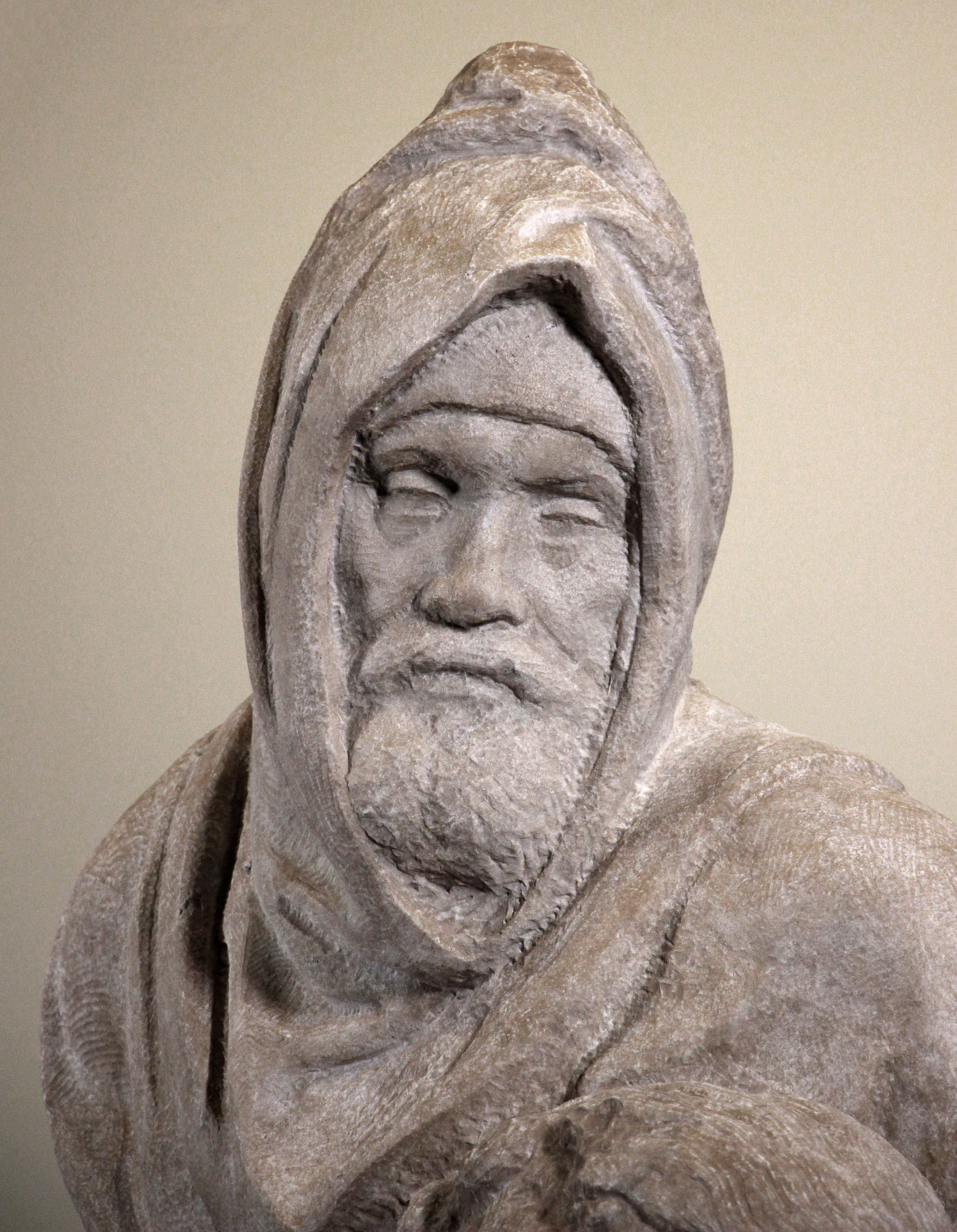
Autoportret ca Nicodim în sculptura "Pietà Bandini" din Florența

## Opera poetică
Genialitatea lui Michelangelo reflectată în artele plastice își găsește corespondența și în creația literară.
Sentimentele, trăsăturile profunde și gândurile maestrului Michelangelo și-au găsit expresia, de-a lungul lungii sale vieții, într-o serie de compoziții lirice și în multe scrisori adresate familiei și prietenilor. Fără a fi un literat prin definiție și fără a avea intenția de a-și publica poeziile, Buonarroti a lăsat în urmă multe compoziții în versuri inspirate de Petrarca, așa cum o cereau uzanțele vremii. Conform uneia dintre tratatele din secolul al XV-lea ale lui Pietro Bembo, poetul secolului al XIII-lea scria versuri după modelul poeziei lirice. Însă versurile lui Michelangelo nu sunt nici armonioase, nici plăcute auzului, în comparație cu versurile poeților care-l imitau pe Petrarca. Opera lirică a lui Michelangelo este marcată de asprime formală și conceptuală, obscuritate și duritate, care au adus la receptarea negativă a operei sale poetice de către critcii și consumatorii de poezie ai vremii.

În versurile sale se întâlnesc, deseori, considerații artistice și estetice, referiri la propria sa meserie, pe care o descria ca obositoare și solitară. Totuși, uneori știa să fie autoironic, așa cum reiese din poemele în care artistul se descrie lucrând la frescele Capelei Sixtine, imagine ilustrată și într-un autoportret schițat pe marginea unei scrisori, cu culorile care i se lipeau de ochi: 
„Cu fața spre cer, îimi simt memoria/într-o casetă, ia pieptul de harpie,/ și pensula deasupra feței/îmi creează, în joc, un paviment bogat.”
 Există multe versuri de dragoste, printre care cele scrise pentru Tommaso Cavalieri, tânărul de o frumusețe rară, iubit de maestru, care i-a servit drept muză pentru multe versuri cenzurate în anticele ediții ale „Rimelor” lui Michelangelo. Odată cu trecerea timpului, versurile maestrului devin din ce în ce mai neliniștite și tensionate, pentru ca, în cele scrise la maturiate, el să atingă momentele cle mai înălțătoare și emoționante ale liricii sale, ca, de exemplu, în sonetul care spune:
„Împovărat de ani și de păcate plin,
 cu o puternică tristețe înrădăcinată,
vecină-mi este moartea care mă veghează
și-n inimă nutresc venin.

Nu mai am forțele-mi de care am nevoie
 să schimb această viață, dragostea,
 vestimentația sau soarta,
 fără prezențele tale divine și clare,
 a fiecărui drum înșelător.

 Dragul meu domn, nu e de-ajuns
 să mă dorești și să aspiri spre cer
 doar pentru că sufletul ar fi,
 nu ca prima dată, creat din nimic.

Mai mult decât atât, privezi,
 dezbrăcând sufletul de moarte,
 mă rog primește-mi înaltul drum,
 să poată fi mai sigură și mai vizibilă
 întoarcerea.”

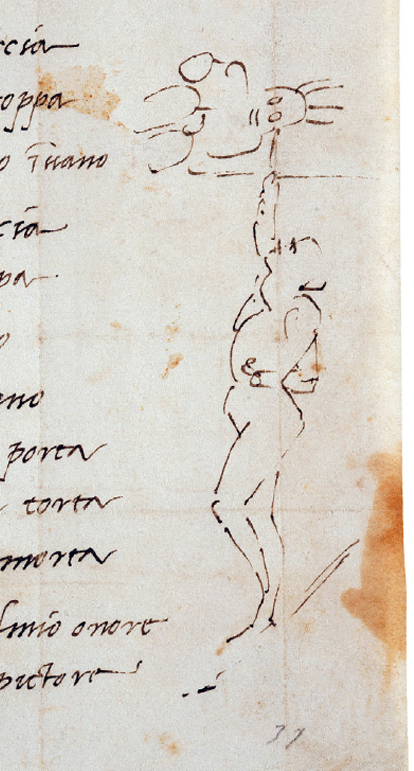
Schiță cu un sonet care descrie pictura Capelei Sixtine.

Au fost publicate în 1623 de strănepotul său, Michelangelo cel Tânăr, într-o formă deformată: toate pronumele masculine schimbate în formă feminină, spre a ascunde aspectul homoerotic al poemelor. Abia în 1893 au fost restaurate în forma lor originală și traduse în limba engleză de John Addington Symonds. O admirabilă traducere în limba română a sonetelor - le Rime - aparține poetului C.D. Zeletin.

## Viața personală
Valoarea și celebritatea operei lui Michelangelo a pus în umbră viața sa personală.
Cercetări mai recente au dezvăluit și aspecte obscure ale existenței sale.
Deși nu era sărac, avea un mod de viață auster și solitar, asemeni unui călugăr.
Adeseori lucra fără pauză chiar și în timpul nopții, uitând să mănânce sau să se odihnească.
Prezența a numeroase nuduri masculine în opera sa a făcut pe mulți comentatori să creadă că marele artist era homosexual, deși acesta nu a recunoscut niciodată.
Astfel, cu Gherardo Perini, tânăr utilizat ca model în lucrările sale, maestrul a avut o relație de opt ani.
Dar cea mai mare afecțiune a avut-o față de Tommaso dei Cavalieri, care avea 23 de ani pe când l-a întâlnit Michelangelo (care pe atunci avea 57 de ani) și căruia i-a dedicat peste 300 de sonete și madrigale.
Michelangelo a avut o relație platonică cu marchiza Vittoria Colonna de Pescara, care era cu 15 ani mai tânără și căreia i-a dedicat mai multe sonete.
Povestea sentimentală începe pe când maestrul avea 61 de ani.
Către sfârșitul vieții, relația sa cu Biserica Catolică a fost încordată și aceasta deoarece artistul a criticat fastul și opulența instituției religioase.
Mai mult, după unii autori, mesajul ascuns al operelor sale sugerează că omul poate ajunge la divinitate numai grației inteligenței sale, fără a avea nevoie de intermediari.

## Michelangelo în muzeele lumii
- Austria
  - Viena – Akademie der Bildenden Kunste
- Belgia
  - Bruges – Biserica Onze-Lieve-Vrouwekerk
- Franța
  - Paris – Louvre
- Germania
  - München - Staatliche Graphische Sammlung
- Italia
  - Bologna – Pinacoteca Nazionale, Biserica San Domenico
  - Florența – Galleria dell’Academia, Cappelle Medicee, Museo Nazionale del Bargello, Casa Buonarroti, Catedrala Santa Maria del Fiore, Museo dell’Opera del Duomo, Biserica San Lorenzo, Biblioteca Laurenziana, Biserica Santa Maria Novella, Galleria degli Uffizi, Palazzo Vecchio, Santo Spirito
  - Milano – Castello Sforzesco
  - Roma – Vatican (Capela Paulină, Capela Sixtină, Basilica Sf.Petru), Capitoliu, Biserica San Pietro in Vincoli, Biserica Santa Maria Sopra Minerva
  - Siena - Duomo (Altarul Piccolomini)
- Marea Britanie
  - Londra – National Gallery, British Museum, Royal Academy of Fine Arts
  - Oxford – Ashmolean Museum
  - Windsor - Royal Library
- Olanda
  - Haarlem - Teylers Museum
- Rusia
  - St. Petersburg - Muzeul Ermitaj

## Galerie de imagini

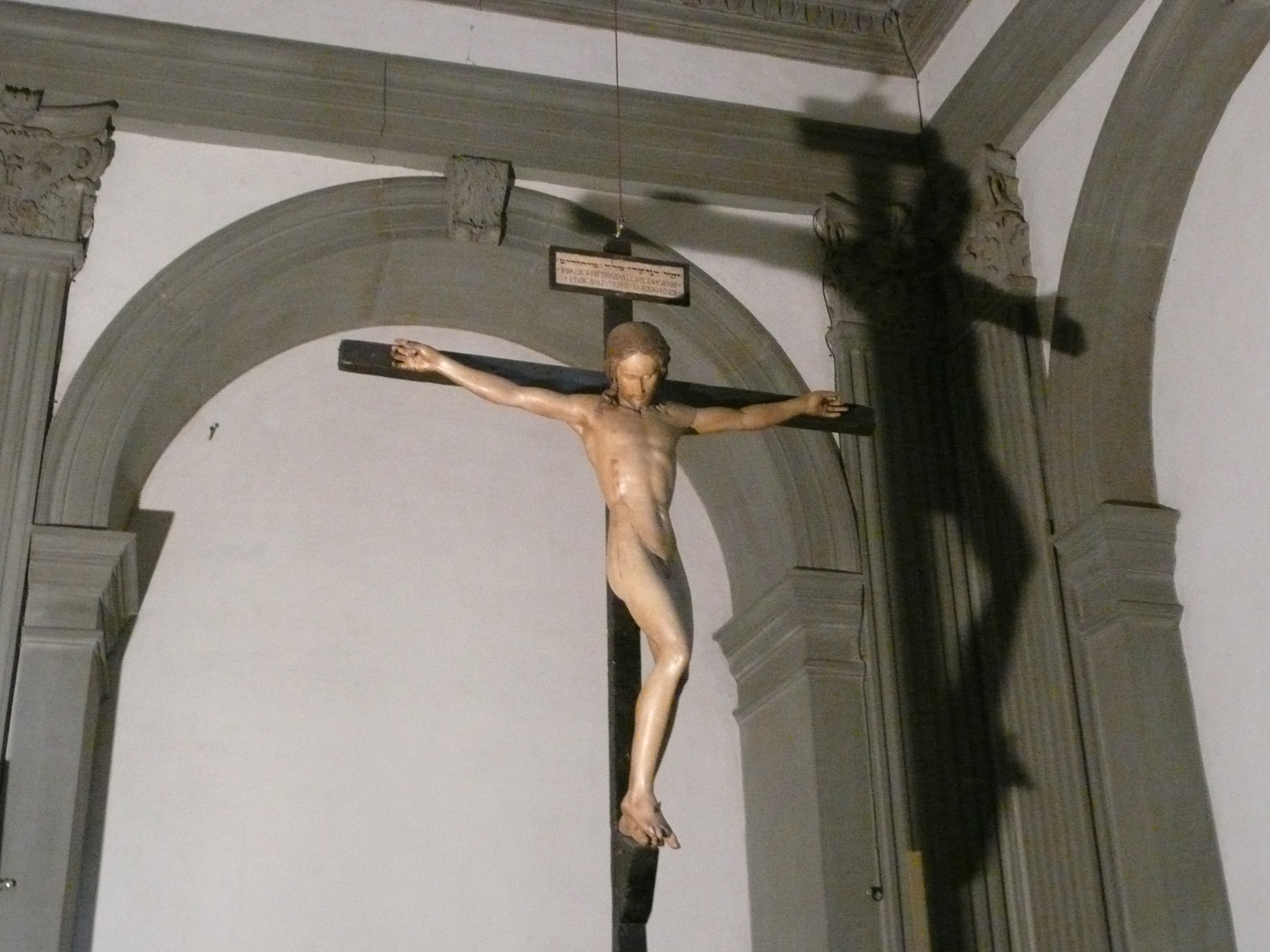
Crucifixul din biserica Santo Spirito, Florența (unica sculptură în lemn a lui Michelangelo)
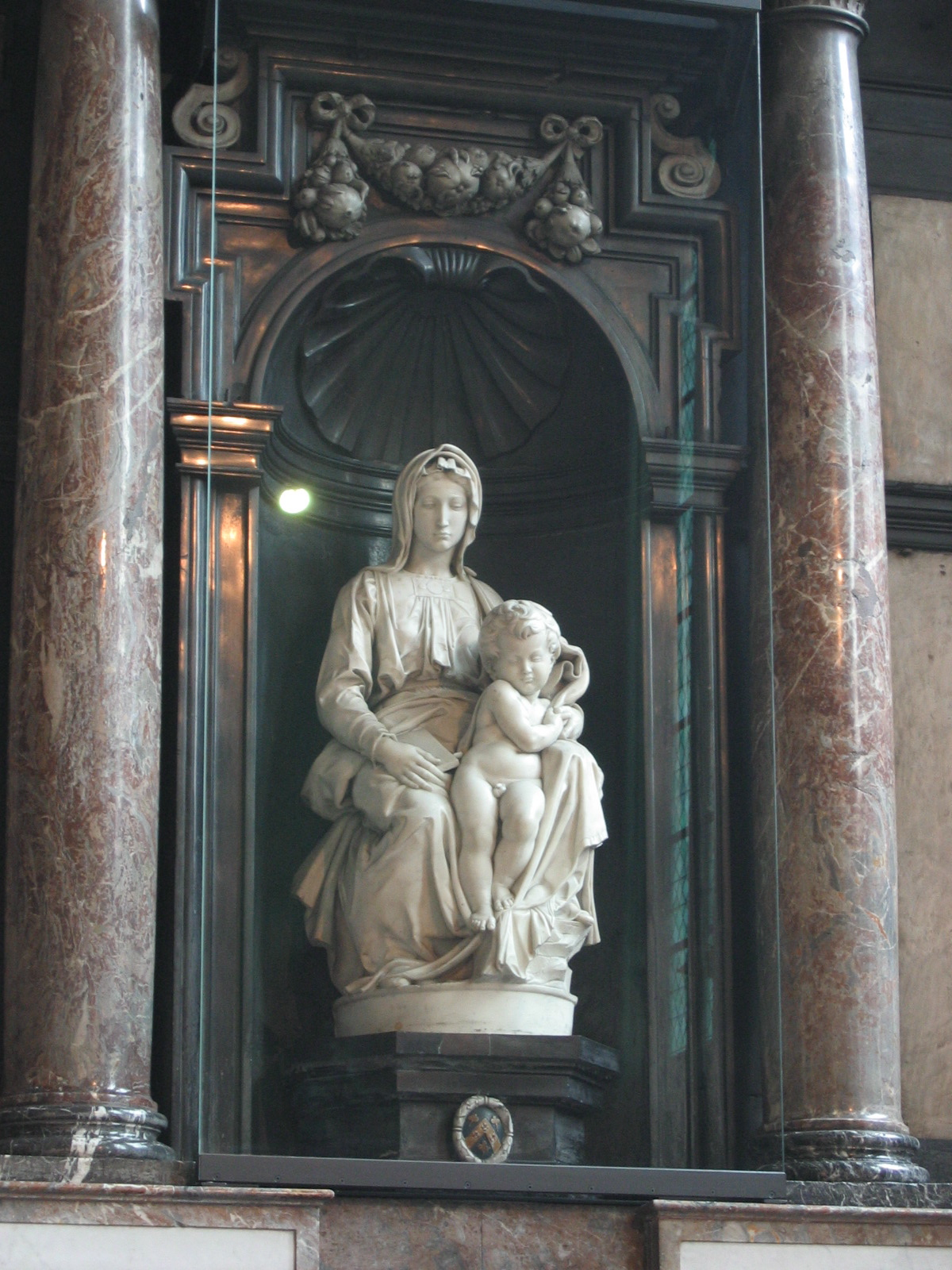
"Madonna" din biserica "Onze-Lieve-Vrouwekerk" ("Notre Dame") din Bruges, Belgia (unica "Madonna" a lui Michelangelo dinafara Italiei)
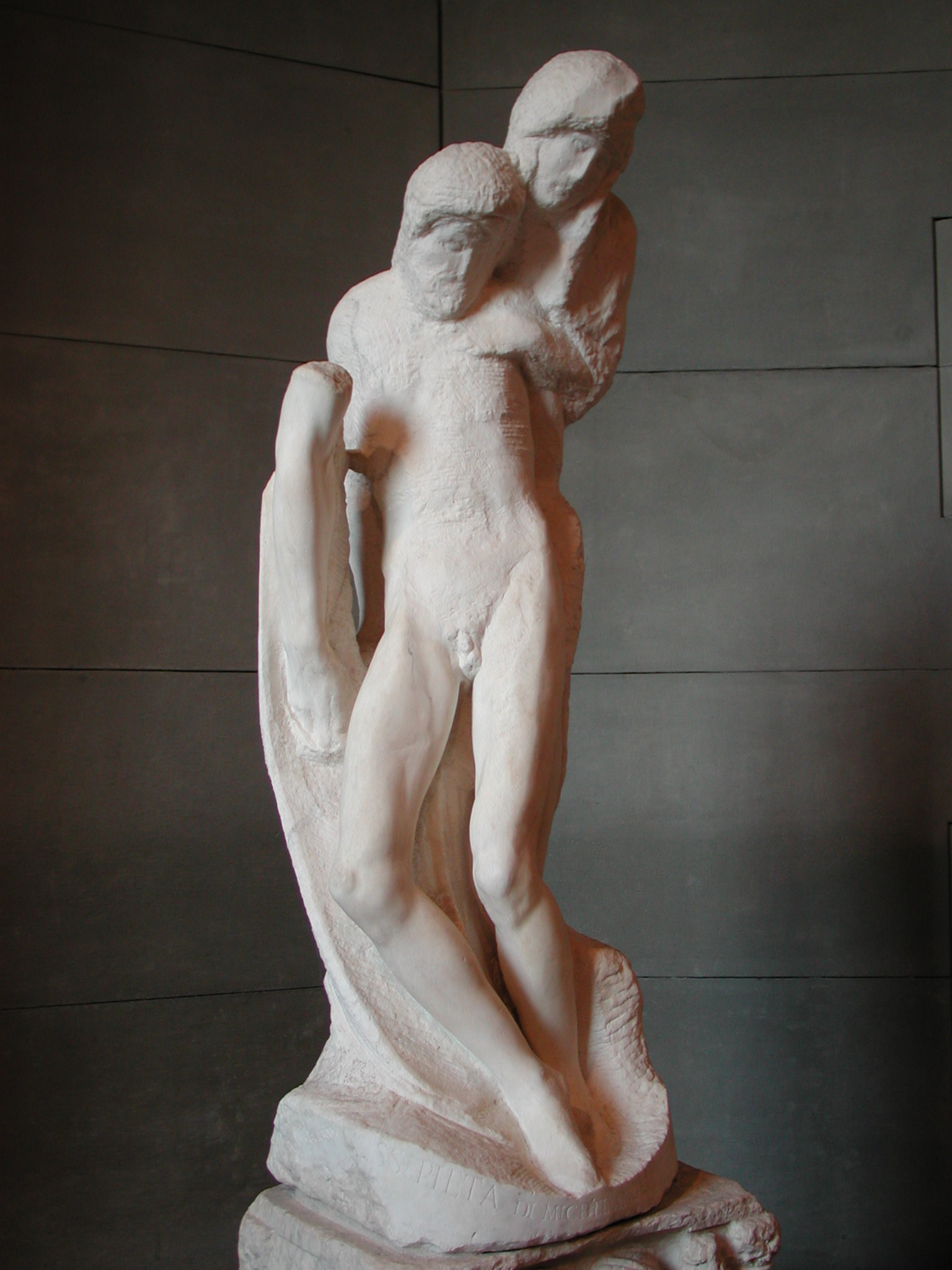
"Pietà Rondanini", ultima sculptură din viață a lui Michelangelo, Castello Sforzesco, Milano (din seria sculpturilor neterminate ale maestrului: "Non-finito")
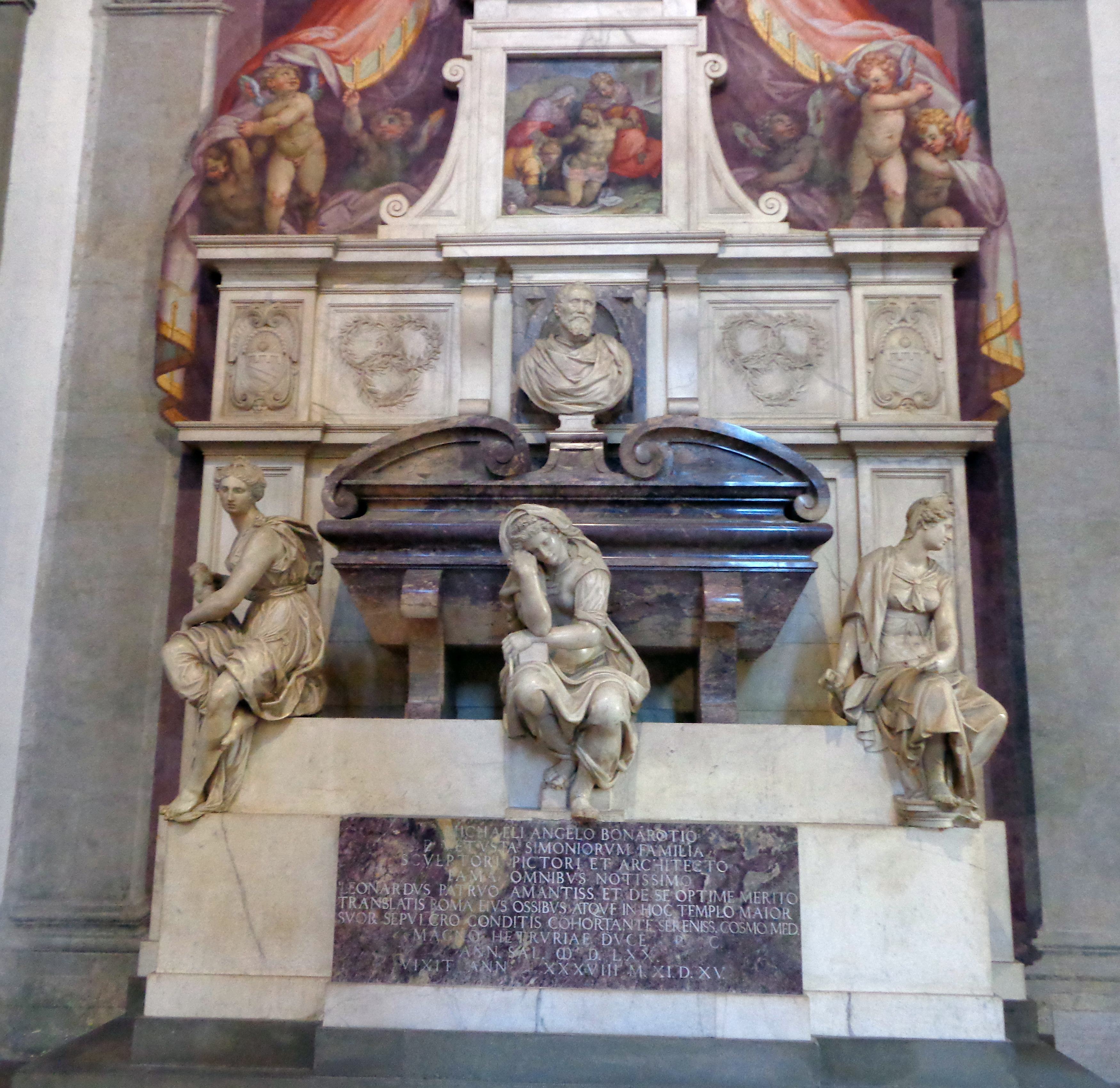
Mormântul lui Michelangelo din basilica "Santa Croce" (Florența)